# Kovách család (dicskei)
Biszterczi és dicskei Kovách család Bars vármegyei és Verebélyi széki érseki nemesi család.
A család Nyitra vármegyéből származik. A 14. században jelenik meg. A Béder családból származtatták magukat. 1409-ben a Berényi család dicskei curiáját eladta a biszterczi és dicskei Kovách családnak, mind szomszédjának a nyitrai káptalan előtt tett bevallás szerint. A mohácsi csata után, ahol állítólag a család nagy része elesett, irataikban is kárt szenvedtek. Kovách Lászlónak özvegye thürei Thürey Zsuzsanna és ennek kiskorú Antal fiától ismert a leszármazás.
1570-ben Nemesdicskén a török adóösszeírásban Kovács Antal és fia Mihály szerepeltek. Mihály 1578-ban Rudolf királytól szerzett új nemesítést, melyben már a dicskei előnév is szerepel. Farkas 1630-ban alsó és felsőbálvándi és pusztakeresztúri birtokát elzálogosítja Lipthay Imrének.
István 1695-ben a Bars vármegyei Tőre helységre, 1696-ban Valkházára és ugyan ezen évben péli Nagy Andrással együtt Báron nevű pusztára kapott adományt. 1698-ban dicskei Kovács Istvánt és feleségét Csató Klárát beiktatják az alsópéli, barsendrédi, lévai és tőrei részbirtokba. 1699-ben Kollonich Lipót érsek Kovách István verebély széki alispánt és testvéreit a nagyberényi részjószágban megerősíti. 1703-ban Ferenc és fiai a Bars megyei bálvándi és szentkereszti pusztákban iktattatik be adomány címén. Az 1732. évi Bars vármegyei kétségtelen birtokos nemesek névsorában Ádám, István és Imre szerepeltek. A család Bars, Nyitra és Pest vármegyében volt birtokos.
Címer: kékkel és veressel hasítva. Elöl, zöld alapon balra fordult arany-oroszlán, felemelt jobbjával leveles koronát tartva, hátul kékruhás, fehér kalpagos, jobbjában görbe kardot tartó magyar vitéz, balját csípőre téve áll. Sisakdísz: baljában hegyével felfelé álló nyilat tartó, fehér kalpagos, pajzsbeli vitéz. Takarók: kék, arany – vörös, ezüst.

## Neves családtagok
- Kovách Boldizsár 1605-ben Drégely vár kapitánya volt.[4]
- Kovách Farkas 1650-ben verebélyi széki alispán[5]
- Kovách István verebélyi széki alispán a 17. század végén, illetve a lévai őrség hadbírája.[6]
- Kovách Györgyöt 1820. július 1-én Pest vármegye másod-,[7] 1829. szeptember 30-án pedig első alispánjául választották, és az volt 1832. október 23-ig.[8] 1842-ben királyi tanácsossá nevezték ki.